# آرمان پژو
آرمان پژو (به فرانسوی: Armand Peugeot) (فرانسوی: [aʁmɑ̃ pøʒo]) (زادهٔ ۲۶ مارس ۱۸۴۹ - ۲ ژانویهٔ ۱۹۱۵) کارآفرین و صنعت‌گر فرانسوی بود، که به‌عنوان یکی از پیشگامان صنعت خودروسازی محسوب می‌شود. آرمان پژو بنیانگذار شرکت خودروسازی پژو بود.
آرمان پژو در سال ۱۸۴۹ در هریمونکور، شرق فرانسه، در خانواده‌ای پروتستان متولد شد. او پسر امیل پژو و نوه ژان-پیر پژو بود. خانواده‌اش دارای یک تجارت فلزکاری بودند که طیف وسیعی از کالاهای کاربردی مانند فنر، اره، قاب عینک و آسیاب قهوه تولید می‌کردند. در سال ۱۸۷۲، او با سوفی لئونی فالو (۱۸۵۲–۱۹۳۰) ازدواج کرد و صاحب پنج فرزند شدند، اما تنها پسرشان، ریموند، در سال ۱۸۹۶ درگذشت. آرمان پژو در ۲ ژانویه ۱۹۱۵ در نویی-سور-سن، نزدیک پاریس، درگذشت.
آرمان پژو فارغ‌التحصیل اکول سانترال پاریس، یک مدرسه مهندسی معتبر در فرانسه، بود. در سال ۱۸۸۱، پژو به انگلستان سفر کرد و در آنجا پتانسیل دوچرخه‌ها و تولید آنها را مشاهده کرد. این سفر نقطه عطفی در زندگی او بود و منجر به ورود خانواده پژو به صنعت تولید دوچرخه و سپس خودرو شد.

## تاریخچه شرکت پژو
شرکت پژو در سال ۱۸۱۰ توسط امیل پژو، جهت ساخت آسیاب‌های قهوه در شهر سوشو، فرانسه تأسیس شد. در سال ۱۸۳۰ به تولید دوچرخه پرداخت و بالاخره از سال ۱۸۴۲ تولید آسیاب‌های قهوه، نمک و فلفل را آغاز کرد.
ورود رسمی پژو به صنعت وسایل نقلیه، با تولید دوچرخهٔ «گراند بای» توسط فرزند امیل، آرمان پژو در سال ۱۸۸۲ آغاز شد، که دوچرخه‌ای از نوع پنی-فرتینگ بود. (دوچرخه‌ای که چرخ قسمت جلو خیلی بزرگ و چرخ عقب کوچک است)
آرمان به زودی به صنعت خودروسازی علاقه‌مند شد و با مباحثه با افرادی نظیر گوتلیب دایملر به امکان انجام آن اطمینان پیدا کرد و نخستین خودروی پژو در سال ۱۸۸۹ تنها با چهار نمونه ساخته شد. موتور بخار به‌کارگرفته شده در این خودرو، سنگین بود و حجم زیادی را نیز اشغال می‌کرد، همچنین مدت زمان زیادی برای گرم شدن، لازم داشت.
در سال ۱۸۹۰ به‌کارگیری موتور بخار ممنوع شد و پیشنهاد گردید، که در خودروها از موتورهای سوختی، که توسط شرکت پنهارد و تحت لیسانس دایملر ساخته شده بود، به‌کارگرفته شود.
این خودرو از بسیاری از نمونه‌های پیشین خود پیشرفته‌تر بود. سپس خودروهای بیشتری ساخته شد، در ۱۸۸۲ تعداد ۲۹ خودرو، در سال ۱۸۸۴ تعداد ۴۰ خودرو، در سال ۱۸۹۵ تعداد ۷۲ خودرو، در سال ۱۸۹۸ تعداد ۱۵۶ خودرو و درپایان در سال ۱۸۹۹ تعداد ۳٫۰۰۰ خودرو ساخته شد.
پژو نخستین شرکتی بود، که تایرهای لاستیکی را بر روی خودروهای خود نصب کرد و در سال ۱۸۹۵ تایرهای بادی را بر روی آن‌ها قرار داد. در سال ۱۸۹۶ پژو نخستین موتور خود را بدون کمک گوتلیب دایملر تولید کرد و پس از آن پیشرفت‌های مختلفی مانند امکان‌پذیری انتقال قوای محرکهٔ زیر خودرو به درون کاپوت حاصل شد و خودرو به‌معنای امروزی آن، شکل گرفت.
در سال ۱۸۹۶ نخستین موتور درون‌سوز توسط شرکت پژو ساخته شد و دیگر نیازی به خرید موتور از دایملر نبود. نخستین مدل موتور ۶ کیلووات قدرت داشت، به‌صورت افقی در عقب قرار می‌گرفت و در پژو تیپ ۱۵ نصب شد. پیشرفت‌های بعدی به این صورت بود که موتور به قسمت جلوی خودرو منتقل شد و رینگ‌ها به ماشین اضافه شدند و خودروها به خودروهای مدرن شباهت پیدا کردند.
در سال ۱۸۹۸ آرمان (آرمان) پژو تصمیم گرفت، برای تشکیل شرکت خود، از پژو جدا شود، تا تمرکز بیشتری روی خودرو داشته باشد. در سال ۱۹۰۱ توانست با تولید موتوری با حجم ۶۵۲ سی‌سی، قدرت ۵ اسب بخار، یک سیلندر و ظاهر سنتی، برنده مسابقات بهترین مدل آن سال شود.در پی اینکه در مسابقات پاریس، مقام نوزدهم را بدست آورد، تصمیم گرفت از مسابقات کناره‌گیری نماید. در سال ۱۹۰۳ پژو اقدام به تولید موتورسیکلت نمود و از آن پس، موتورسیکلت‌های پژو، به‌سرعت جای خود را در بازار باز کردند. در سال ۱۹۰۳ پژو حدود نیمی از خودروهای بازار فرانسه را تولید می‌کرد.هم اکنون پژو پس از گروه فولکس‌واگن در رتبه دوم از بزرگترین خودروسازهای اروپا جای دارد.